# Judolia cerambyciformis
Espèce
Synonymes
- Pachytodes cerambyciformis (Schrank, 1781)[2]
- Judolia cerambyciformis ab. zemplinensis Podaný, 1979[2]
- Leptura cerambyciformis Schrank, 1781[2]
- Pachyta cerambyciformis (Schrank, 1781)[2]
- Pachytodes cerambyciformis (Schrank, 1781)[2]
- Stenocorus parvapunctatus Voet, 1806[2]

Judolia cerambyciformis est une espèce de coléoptères de la famille des Cerambycidae et de la sous-famille des Lepturinae.

## Liste des variétés
Selon BioLib (31 mai 2020) :
- Judolia cerambyciformis var. anticereducta Plavilstshikov
- Judolia cerambyciformis var. anticeundulata Pic
- Judolia cerambyciformis var. decempunctata (Olivier, 1795)
- Judolia cerambyciformis var. octomaculata (Schaller, 1783)